# Hermann Teuchert

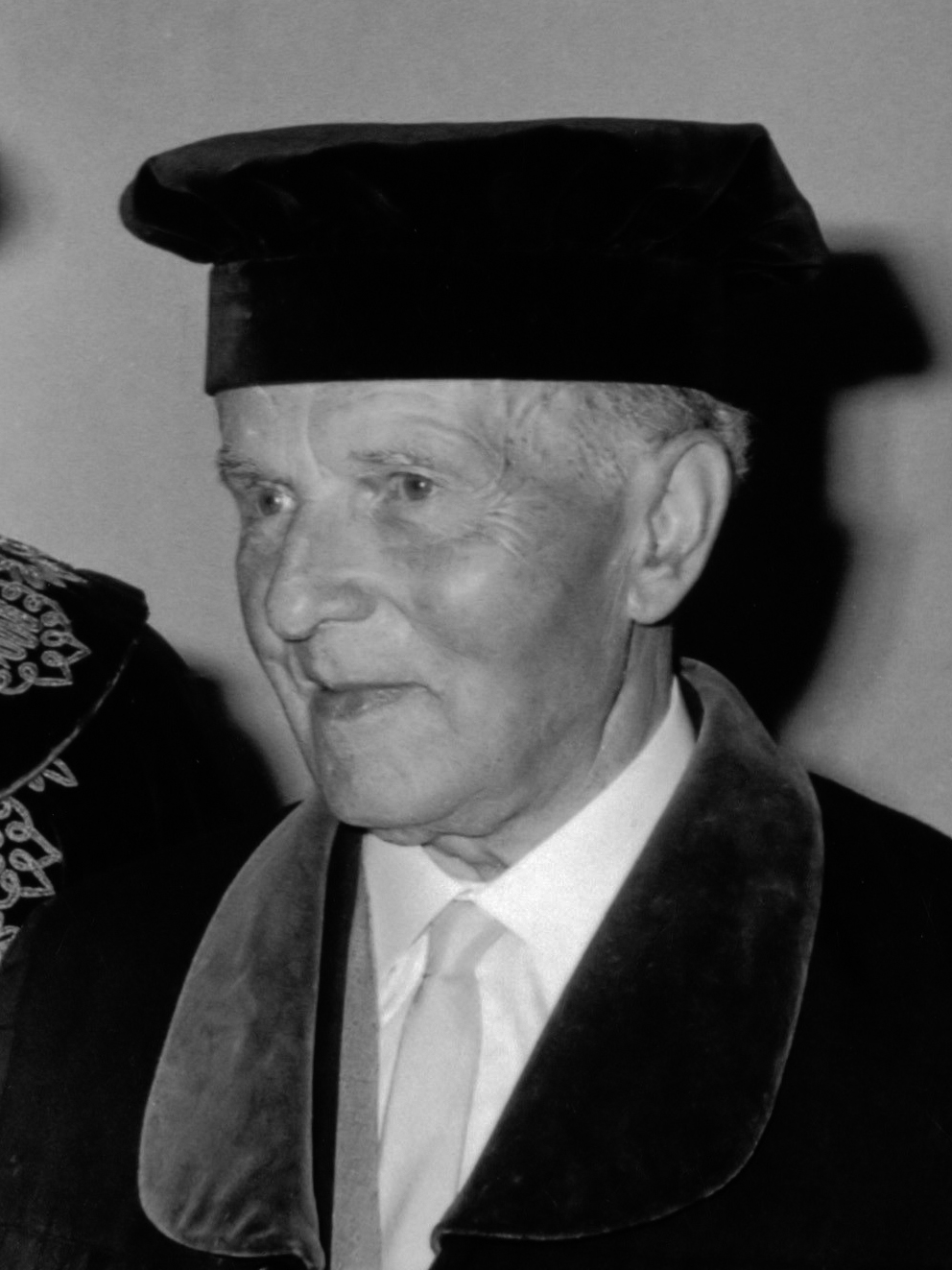
Herman Teuchert (1964)

Hermann August Teuchert (* 3. März 1880 in Loppow, Kreis Landsberg (Warthe); † 13. Januar 1972 in Heidelberg) war ein deutscher Germanist und Dialektologe. Seine Hauptarbeit galt dem Mecklenburgischen Wörterbuch, aber auch im Rahmen seiner Mitarbeit beim Deutschen Wörterbuch legte er besonderen Wert auf soziologische, dialektologische und sachkulturelle Bezüge.

## Leben und Wirken
Hermann Teuchert, geboren als Bauernsohn, war Zögling Sigmund Feists im reichenheimschen Waisenhaus und besuchte das Gymnasium in Landsberg an der Warthe und das Joachimsthalsche Gymnasium in Berlin. Er studierte in Straßburg und Berlin klassische Philologie, Geschichte und Germanistik. Zu seinen akademischen Lehrern zählen Ulrich von Wilamowitz-Moellendorff, Karl Julius Neumann, Wilhelm Schulze, Erich Schmidt und Gustav Roethe. Früh war sein Interesse für die deutsche Grammatik und die deutschen Mundarten geweckt. Mit einer Laut- und Flexionslehre der neumärkischen Mundart wurde er 1907 in Berlin promoviert. Noch im gleichen Jahr arbeitete Teuchert als Assistent am Rheinischen Wörterbuch in Bonn. Hier ergaben sich erste Berührungen mit der niederländischen Sprache. Erst Jahrzehnte später fanden die philologisches Neuland erschließenden Studien, die den sprachlichen Relikten der niederländischen Siedlungen in Deutschland galten, in seinem Buch Die Sprachreste der niederländischen Siedlungen ihren krönenden Abschluss.
Von 1910 bis 1920 arbeitete Hermann Teuchert als Oberlehrer in Berlin. Neben seiner pädagogischen Tätigkeit widmete er sich wissenschaftlichen Arbeiten. Mit Wilhelm Seelmann zusammen legte er den Grundstock zu einem Brandenburgischen Wörterbuch, das später als Brandenburg-Berlinisches Wörterbuch fertiggestellt wurde. Er war seit 1913 Mitherausgeber, seit 1919 alleiniger Herausgeber der Zeitschrift für deutsche Mundarten, des späteren Teuthonista, zu welcher alle führenden Mundartforscher in enger Beziehung standen.
1919 an die Universität Rostock berufen, nahm Teuchert dort 1920 als ordentlicher Professor für Niederdeutsch seine Vorlesungen und Übungen über niederdeutsche Literatur und Grammatik, über Niederländisch, Phonetik, Volks- und Mundartkunde auf. Lange bevor er ab 1934 auch den Lehrstuhl für deutsche Sprache und ältere deutsche Literatur einnahm, dehnte er das Feld seiner Vorlesungen auf den gesamten Bereich der deutschen Literatur und Sprachwissenschaft aus.
Schon 1920 hatte ihn Gustav Roethe zur Mitarbeit an dem von den Gebrüdern Grimm begründeten Deutschen Wörterbuch gewonnen. In über 30-jähriger Arbeit schrieb er den 15. Band dieses größten deutschen sprachwissenschaftlichen Unternehmens. Er beschritt hier neue Wege, indem er den Sachverhalten in der Darstellung des Sprachstoffes ihren angemessenen Platz zuwies, die Mundarten ausgiebiger heranzog und dabei der räumlichen Geltung und der gesellschaftlichen Sprachschichtung nachspürte.
Seine ganze Liebe und der größte Teil seiner Arbeitskraft galt dann dem Mecklenburgischen Wörterbuch, dem Wossidlo/Teuchert. (bis 1952 unter Mitarbeit von Katharina von Hagenow). Kurz vor Teucherts Tod im 92. Lebensjahr 1972 übernahm die Sächsische Akademie der Wissenschaften die Herausgeberschaft der Dialektwörterbücher in der DDR und regelte im Einvernehmen mit Teuchert noch alle grundsätzlichen Fragen der Weiterführung des Mecklenburgischen Wörterbuches. In einer nach dem Tod Teucherts an die Bezieher herausgegebenen Verlagsmitteilung heißt es: „Bis ins hohe Alter hat er tatkräftig und unermüdlich an der Fertigstellung des Werkes gearbeitet, und es war ihm noch vergönnt, die Auslieferung der 50. Lieferung zu erleben. Das Wörterbuch wird in der Weise fortgesetzt werden, wie es von ihm geplant war und wie es durch seine Handschrift geprägt ist.“ Für die Bearbeitung der Lieferungen existierte in jenen Jahren in Rostock-Warnemünde eine Arbeitsstelle Mecklenburgisches Wörterbuch unter Leitung von Jürgen Gundlach.

## Werke
- Laut- und Flexionslehre der neumärkischen Mundart, phil. Diss., Berlin 1907.
- Mecklenburgisches Wörterbuch.
- Brandenburg-Berlinisches Wörterbuch.
- Niederdeutsche Mundarten, 1933.
- Der mecklenburgische Sprachraum, 1929.
- Die Sprachreste der niederländischen Siedlungen des 12. Jahrhunderts, Wachholtz, Neumünster 1944; 2. Aufl. mit Porträtfoto, Biographie und Schriftenverzeichnis, hrsg. von Reinhold Olesch und Ludwig Erich Schmitt (= Mitteldeutsche Forschungen, Band 70), Böhlau-Verlag, Köln, Wien 1970.

## Auszeichnungen

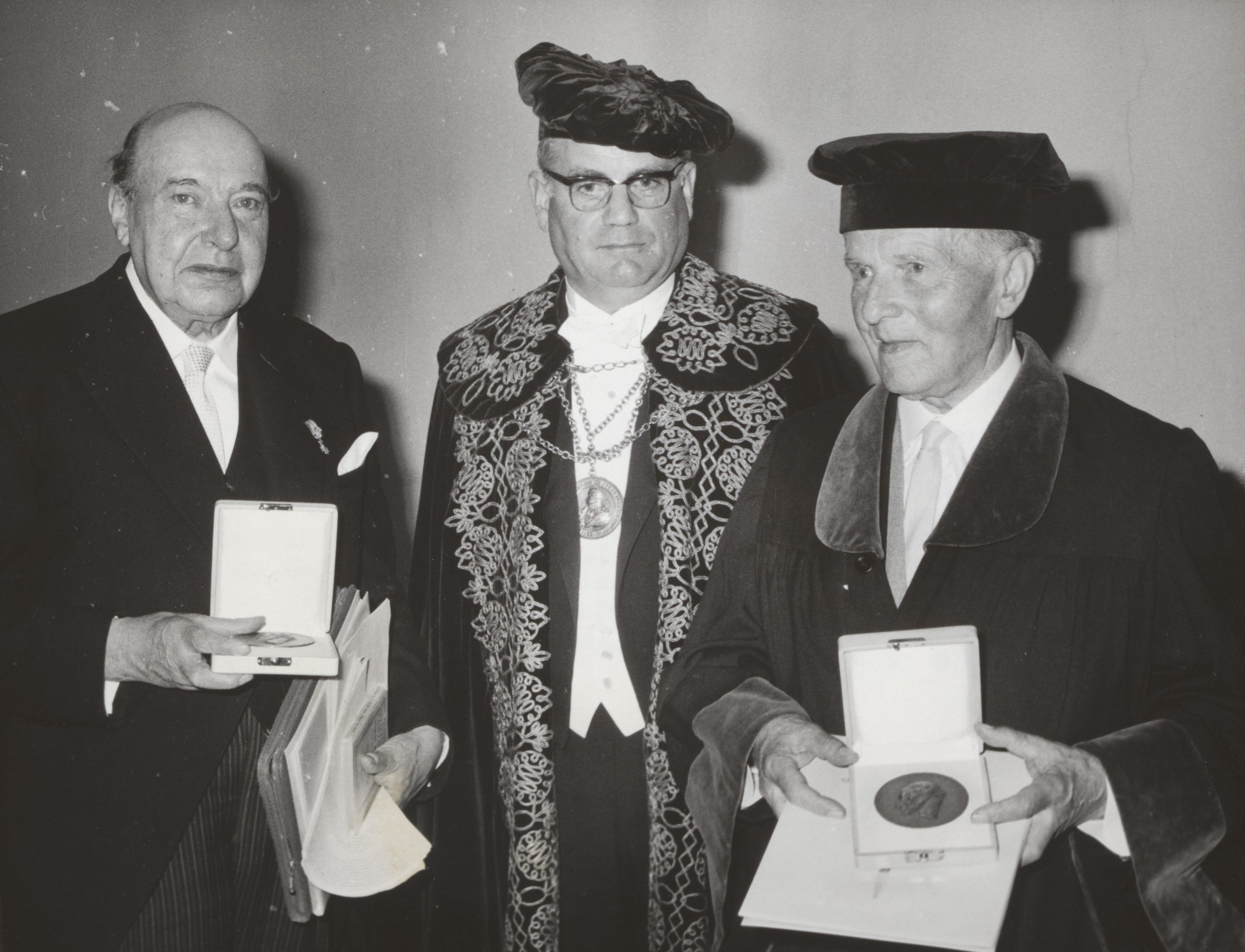
Verleihung des Joost-van-den-Vondel-Preises 1964, mit Albert van Dalsum (l.) und Heinz Bittel (m.)

- 1954 Brüder-Grimm-Preis der Philipps-Universität Marburg
- 1955 Korrespondierendes Mitglied der Deutschen Akademie der Wissenschaften zu Berlin
- 1964 Joost-van-den-Vondel-Preis der Universität Münster
- 1970 Dr. h. c. der Universität Rostock
- Ehrenmitglied des Vereins für niederdeutsche Sprachforschung